# 4588 Wislicenus
4588 Wislicenus este un asteroid din centura principală, descoperit pe 13 martie 1931 de Max Wolf.